# Boogschieten op de Olympische Zomerspelen 1984
Boogschieten is een van de sporten die beoefend werden tijdens de Olympische Zomerspelen 1984 in Los Angeles.

## Heren individueel
| rang   | sporter              | land | punten  |
| ------ | -------------------- | ---- | ------- |
| Goud   | Darrell Pace         | USA  | OR 2616 |
| Zilver | Richard McKinney     | USA  | 2564    |
| Brons  | Hiroshi Yamamoto     | JPN  | 2563    |
| 4      | Takayoshi Matsushita | JPN  | 2552    |
| 5      | Tomi Poikolainen     | FIN  | 2538    |
| 6      | Göran Bjerendal      | SWE  | 2522    |
| 7      | Marnix Vervinck      | BEL  | 2519    |
| 8      | Koo Ja-chung         | KOR  | 2500    |

## Dames individueel
| rang   | sporter         | land | punten  |
| ------ | --------------- | ---- | ------- |
| Goud   | Seo Hyang-soon  | KOR  | OR 2568 |
| Zilver | Li Lingiuan     | CHN  | 2559    |
| Brons  | Kim Jin-ho      | KOR  | 2555    |
| 4      | Hiroko Ishizu   | JPN  | 2524    |
| 5      | Päivi Meriluoto | FIN  | 2509    |
| 6      | Manuela Dachner | FRG  | 2508    |
| 7      | Katrina King    | USA  | 2508    |
| 8      | Wu Yanan        | CHN  | 2493    |

## Medaillespiegel
| rang   | land             | goud | zilver | brons | totaal |
| ------ | ---------------- | ---- | ------ | ----- | ------ |
| 1      | Verenigde Staten | 1    | 1      | 0     | 2      |
| 2      | Zuid-Korea       | 1    | 0      | 1     | 2      |
| 3      | China            | 0    | 1      | 0     | 1      |
| 4      | Japan            | 0    | 0      | 1     | 1      |
| totaal | totaal           | 2    | 2      | 2     | 6      |

Parijs 1900 · 
St. Louis 1904 · 
Londen 1908 · 
Antwerpen 1920 · 
München 1972 · 
Montréal 1976 · 
Moskou 1980 · 
Los Angeles 1984 · 
Seoel 1988 · 
Barcelona 1992 · 
Atlanta 1996 · 
Sydney 2000 · 
Athene 2004 · 
Peking 2008 · 
Londen 2012 · 
Rio de Janeiro 2016 · 
Tokio 2020 · 
Parijs 2024 · 
Los Angeles 2028
Medaillewinnaars 
Atletiek · Basketbal · Boksen · Boogschieten · Gewichtheffen · Gymnastiek · Handbal · Hockey · Honkbal (demonstratie) · Judo · Kanovaren · Moderne vijfkamp · Paardensport · Roeien · Schermen · Schietsport · Schoonspringen · Synchroonzwemmen · Tennis (demonstratie) · Voetbal · Volleybal · Waterpolo · Wielersport · Worstelen · Zeilen · Zwemmen